# Tomonaga Sanjūrō
Tomonaga Sanjūrō (朝永 三十郎 (?); 1871 – 1951) è stato uno storico della filosofia giapponese, stimato professore emerito di filosofia medievale, rinascimentale e moderna, oltre che esperto di filosofia kantiana, presso l'Università di Kyoto nella prima metà del XX secolo.
È stato uno dei pensatori leader della Scuola di Kyōto.
Suo figlio, Shinichirō Tomonaga, ha ricevuto il premio Nobel per la fisica nel 1965 per lo sviluppo dell'elettrodinamica quantistica. 
Tomonaga nacque nel 1871 nella prefettura di Nagasaki, secondo figlio di Tomonaga Jinjirō, un samurai del dominio Uramura. Dopo essersi diplomato alla Nagasaki Ōmura Junior High School (ora conosciuta come Nagasaki Prefectural Omura High School) e poi alla First Higher School, entra nell'Università Imperiale di Tokyo . Dopo la laurea, diviene professore associato di filosofia all'Università Imperiale di Kyoto nel 1907 e poi professore ordinario nel 1913. Ha tenuto conferenze sulla filosofia e la storia della filosofia occidentale e, insieme a Nishida Kitarō e Tanabe Hajime, ha costituito l'importante movimento intellettuale della scuola di Kyoto del Giappone moderno. 
Tomonaga era ben noto per essere uno scrittore non prolifico, ma lasciò un prestigioso corpus di opere e fu mentore di molti famosi filosofi giapponesi, tra cui Amano Teiyū, Obara Kuniyoshi, Yamauchi Tokuryū e Kosaka Masaaki. Si ritirò dall'Università Imperiale di Kyoto nel 1931 e divenne professore ordinario all'Università Ōtani.

## Opere
- (1902) Introduzione alla filosofia (哲学 綱要).
- (1905) Un dizionario di filosofia (哲学 辞典).
- (1907) Filosofia e vita (哲学 と 人生).
- (1909) Filosofia della persona e Filosofia della persona al di là (人格 の 哲学 と 超 人格 の 哲学).
- (1916) La storia dell'autocoscienza in relazione al Sé della modernità: nuovo idealismo e il suo contesto (近世 に 於 け る 「我」 の 自 覚 史 新 理想 主義 と 其 背景).
- (1922) Kant's Theory of Peace (カ ン ト の 平和 論).
- (1925) Descartes (デ カ ー ト).
- (1936) Le Meditazioni di Cartesio (デ カ ル ト 省察 録)
- (1948) Un breve lavoro per la storia della filosofia: Rousseau, Kant e Lotze (哲学 史 的 小品 ル ソ ー ・ カ ン ト ・ ロ ッ ツ ェ).
- (1949) "La Filosofia dal Rinascimento a Kant" in Vol. 1 della storia della filosofia occidentale (西洋 近世 哲学 史 第 1 冊 ル ネ ッ サ ン ス 及 び 先 カ ン ト の 哲学).

Saggi raccolti
- Tomonaga Sanjūrō, The Collected Essays of Prof. Tomonoga in onore del suo sessantesimo compleanno, ed. Amano Tenyū (Tokyo, Iwanami Shoten, 1931).